# 2004年のMLBドラフト
2004年のMLBドラフト（2004 First-Year Player Draft）とは、6月7日から8日にかけて行われたMLBのアマチュアドラフトである。

## 1巡目指名
|  | = オールスター |  | = WBC出場  |  |
|  | = MLB未出場    |  | = 契約せず |  |

| 順位 | 選手                       | チーム                         | 守備位置 | 学校                                 |
| ---- | -------------------------- | ------------------------------ | -------- | ------------------------------------ |
| 1    | マット・ブッシュ           | サンディエゴ・パドレス         | 遊撃手   | en:Mission Bay High School           |
| 2    | ジャスティン・バーランダー | デトロイト・タイガース         | 投手     | オールド・ドミニオン大学             |
| 3    | フィリップ・ハンバー       | ニューヨーク・メッツ           | 投手     | ライス大学                           |
| 4    | ジェフ・ニーマン           | タンパベイ・デビルレイズ       | 投手     | ライス大学                           |
| 5    | マーク・ロジャース         | ミルウォーキー・ブルワーズ     | 投手     | Mount Ararat High School             |
| 6    | ジェレミー・ソワーズ       | クリーブランド・インディアンス | 投手     | ヴァンダービルト大学                 |
| 7    | ホーマー・ベイリー         | シンシナティ・レッズ           | 投手     | en:La Grange High School             |
| 8    | ウェイド・タウンゼント     | ボルチモア・オリオールズ       | 投手     | ライス大学                           |
| 9    | クリス・ネルソン           | コロラド・ロッキーズ           | 遊撃手   | en:Redan High School                 |
| 10   | トーマス・ダイヤモンド     | テキサス・レンジャーズ         | 投手     | ニューオーリンズ大学                 |
| 11   | ニール・ウォーカー         | ピッツバーグ・パイレーツ       | 捕手     | en:Pine-Richland High School         |
| 12   | ジェレッド・ウィーバー     | アナハイム・エンゼルス         | 投手     | カリフォルニア州立大学ロングビーチ校 |
| 13   | ビル・ブレイ               | モントリオール・エクスポズ     | 投手     | ウィリアム・アンド・メアリー大学     |
| 14   | ビリー・バトラー           | カンザスシティ・ロイヤルズ     | 三塁手   | en:Samuel W. Wolfson High School     |
| 15   | スティーブン・ドリュー     | アリゾナ・ダイヤモンドバックス | 遊撃手   | フロリダ州立大学                     |
| 16   | デビッド・パーシー         | トロント・ブルージェイズ       | 投手     | オクラホマ大学                       |
| 17   | スコット・エルバート       | ロサンゼルス・ドジャース       | 投手     | en:Seneca High School                |
| 18   | ジョシュ・フィールズ       | シカゴ・ホワイトソックス       | 三塁手   | オクラホマ州立大学                   |
| 19   | クリス・ランバート         | セントルイス・カージナルス     | 投手     | ボストンカレッジ                     |
| 20   | トレバー・プルーフ         | ミネソタ・ツインズ             | 遊撃手   | en:Crespi Carmelite High School      |
| 21   | グレッグ・ゴルソン         | フィラデルフィア・フィリーズ   | 中堅手   | Connally High School                 |
| 22   | グレン・パーキンス         | ミネソタ・ツインズ             | 投手     | ミネソタ大学ツインシティー校         |
| 23   | フィル・ヒューズ           | ニューヨーク・ヤンキース       | 投手     | Foothill High School                 |
| 24   | ランドン・パウエル         | オークランド・アスレチックス   | 捕手     | サウスカロライナ大学                 |
| 25   | カイル・ウォルドロップ     | ミネソタ・ツインズ             | 投手     | en:Farragut High School              |
| 26   | リッチー・ロブネット       | オークランド・アスレチックス   | 中堅手   | カリフォルニア州立大学フレズノ校     |
| 27   | テイラー・タンカースリー   | フロリダ・マーリンズ           | 投手     | アラバマ大学                         |
| 28   | ブレイク・デウィット       | ロサンゼルス・ドジャース       | 二塁手   | en:Sikeston High School              |
| 29   | マシュー・キャンベル       | カンザスシティ・ロイヤルズ     | 投手     | サウスカロライナ大学                 |
| 30   | エリック・ハーリー         | テキサス・レンジャーズ         | 投手     | Samuel W. Wolfson High School        |

## 1巡目補足指名
| 順位 | 選手                     | チーム                       | 守備位置 | 学校                                       |
| ---- | ------------------------ | ---------------------------- | -------- | ------------------------------------------ |
| 31   | J.P.ハウエル             | カンザスシティ・ロイヤルズ   | 投手     | テキサス大学オースティン校                 |
| 32   | ザック・ジャクソン       | トロント・ブルージェイズ     | 投手     |                                            |
| 33   | ジャスティン・オレンドフ | ロサンゼルス・ドジャース     | 投手     |                                            |
| 34   | タイラー・ラムスデン     | シカゴ・ホワイトソックス     | 投手     | クレムゾン大学                             |
| 35   | マット・フォックス       | ミネソタ・ツインズ           | 投手     |                                            |
| 36   | ダニー・パットナム       | オークランド・アスレチックス | 外野手   |                                            |
| 37   | ジョン・ピーターソン     | ニューヨーク・ヤンキース     | 捕手     |                                            |
| 38   | ジオ・ゴンザレス         | シカゴ・ホワイトソックス     | 投手     | モンシニョール・エドワード・ペース高等学校 |
| 39   | ジョン・レインベル       | ミネソタ・ツインズ           | 投手     |                                            |
| 40   | ヒューストン・ストリート | オークランド・アスレチックス | 投手     | テキサス大学オースティン校                 |
| 41   | ジェフ・マルケス         | ニューヨーク・ヤンキース     | 投手     | サクラメント市立大学                       |

## その他注目選手
| 巡 目 | 順 位 | 選 手                        | チ ｜ ム                       | 守 備 位 置 | 学 校                                    |
| ----- | ----- | ---------------------------- | ------------------------------ | ----------- | ---------------------------------------- |
| 2     | 46    | ヨバニ・ガヤルド             | ミルウォーキー・ブルワーズ     | 投手        | グリーン・ベリー・トリンブル高等専門学校 |
| 2     | 61    | アンソニー・スウォーザック   | ミネソタ・ツインズ             | 投手        | ノバ高等学校                             |
| 2     | 63    | エリック・コーディエ         | カンザスシティ・ロイヤルズ     | 投手        | サザン・ドア高等学校                     |
| 2     | 64    | ハンター・ペンス             | ヒューストン・アストロズ       | 外野手      | テキサス大学アーリントン校               |
| 2     | 65    | ダスティン・ペドロイア       | ボストン・レッドソックス       | 二塁手      | アリゾナ州立大学                         |
| 2     | 67    | カート・スズキ               | オークランド・アスレチックス   | 捕手        | カリフォルニア州立大学フラトン校         |
| 2     | 68    | ジェイソン・バルガス         | フロリダ・マーリンズ           | 投手        | カリフォルニア州立大学ロングビーチ校     |
| 3     | 75    | ウェイド・デービス           | タンパベイ・デビルレイズ       | 投手        | レイクウェールズ高等学校                 |
| 3     | 83    | アダム・リンド               | トロント・ブルージェイズ       | 一塁手      | 南アラバマ大学                           |
| 3     | 84    | イアン・デズモンド           |                                | 投手        | サラソタ高等学校                         |
| 3     | 92    | J.A.ハップ                   | フィラデルフィア・フィリーズ   | 投手        | ノースウェスタン大学                     |
| 3     | 100   | ジョン・ボウカー             | サンフランシスコ・ジャイアンツ | 外野手      | カリフォルニア州立大学ロングビーチ校     |
| 4     | 110   | クリス・アイアネッタ         | コロラド・ロッキーズ           | 捕手        | ノースカロライナ大学チャペルヒル校       |
| 4     | 116   | ロス・オーレンドルフ         | アリゾナ・ダイヤモンドバックス | 投手        | プリンストン大学                         |
| 5     | 135   | ジェイク・マギー             | タンパベイ・デビルレイズ       | 投手        | エドワード・C・リード高等学校            |
| 2     | 149   | ブランドン・アレン           | シカゴ・ホワイトソックス       | 一塁手      |                                          |
| 5     | 153   | マーク・ロウ                 | デトロイト・タイガース         | 投手        | テキサス大学アーリントン校               |
| 6     | 184   | ベン・ゾブリスト             | ヒューストン・アストロズ       | 投手        | ダラス・バプティスト大学                 |
| 9     | 274   | トロイ・パットン             | ヒューストン・アストロズ       | 投手        | トムボール高等学校                       |
| 10    | 291   | ジャスティン・マックスウェル | テキサス・レンジャーズ         | 外野手      | メリーランド大学カレッジパーク校         |
| 10    | 298   | コーリー・ウェイド           | ロサンゼルス・ドジャース       | 投手        | ケンタッキー・ウェスレヤン・カレッジ     |
| 11    | 333   | マイケル・ソーンダース       | シアトル・マリナーズ           | 外野手      | タラハシー・コミュニティ・カレッジ       |
| 14    | 410   | デクスター・ファウラー       | コロラド・ロッキーズ           | 外野手      | ミルトン高等学校                         |
| 15    | 449   | カルロス・トーレス           | シカゴ・ホワイトソックス       | 投手        | カンザス州立大学                         |
| 16    | 476   | マーク・レイノルズ           | アリゾナ・ダイヤモンドバックス | 一塁手      | バージニア大学                           |
| 17    | 496   | ロレンゾ・ケイン             | ミルウォーキー・ブルワーズ     | 投手        | タラハシー・コミュニティカレッジ         |
| 17    | 506   | クリス・カーター             | アリゾナ・ダイヤモンドバックス | 外野手      | スタンフォード大学                       |
| 18    | 533   | マーク・トランボ             | アナハイム・エンゼルス         | 投手        | ビラパーク高等学校                       |